# جمیله (رمان)
جمیله روسی: Джамиля [dʐəmʲɪˈlʲa] ، قرقیزی: Жамила   ، جمیلا ، [d͡ʒɑmiːˈlɑ] ) 
نام یک کتاب ادبی است که توسط چنگیز آیتماتوف ، نویسنده برجسته اهل کشور قرقیزستان به زبان روسی منتشر شد. 
براساس سرنخ های موجود در داستان ، این اتفاق در شمال غربی قرقیزستان ، احتمالاً استان تلاس رخ میدهد.
کتاب جمیله محبوب‌ترین اثر چنگیز آیتماتف، روایتگر عشقی ممنوع میان زنی متأهل و جوانی سرباز است که فارغ از تمامی قراردادهای اجتماعی رخ می‌دهد. این کتاب از مرزبندی‌های درست و غلط عبور می‌کند، آن‌ها را در هم می‌آمیزد و تمام اندیشه‌های شما را به چالش می‌کشد.
جمیله زنی قرقیز است و همسرش را دوست ندارد. همسر او صادق نام دارد و در ارتش شوروی مشغول به خدمت است. جمیله زنی بسیار شجاع است و حاضر نیست زیر بار حرف زور برود به خصوص اگر شخص زورگو مرد باشد. سعید برادر صادق این ویژگی‌های جمیله را می‌داند و زن برادر خود را تحسین می‌کند. روزی پسری به نام دانیار وارد زندگی جمیله می‌شود و با وجود این‌که خجالتی است می‌تواند جمیله را عاشق خود کند. سعید برادر شوهر جمیله که از این رابطه با خبر است او را تشویق به فرار با دانیار می‌کند.
رمان زیبای جمیله مانند شعری عاشقانه است که چنگیز آیتماتف آن را سروده است. آیتماتف با انتشار این کتاب در جوامع ادبی شناخته شد و به واسطه‌ی آن جایزه ادبی لنین را به دست آورد. رمان جمیله برای شما عشقی اساطیری را روایت نمی‌کند بلکه شاهد عشقی بزرگ از طرف فقیرترین مردم جهان خواهید بود. عاشق و معشوق هر دو فقیر هستند؛ جمیله زنی روستایی است و دانیار جز لباس کهنه‌ی سربازی که بر تنش است چیزی ندارد.
چنگیز آیتماتف نویسنده‌‌ی بزرگی است و آثار ارزشمند بسیاری دارد اما رمان کوتاه جمیله معروف‌ترین و شاعرانه‌ترین اثر او است و لوئی آراگون در مقدمه‌ی ترجمه‌ی فرانسوی این کتاب به آن عنوان زیباترین داستان عاشقانه‌ی جهان را داده است.
جستارهای وابسته
- فهرست پرفروش‌ترین کتاب‌های تاریخ
- صد رمان برتر به انتخاب کتابخانه مدرن